# Ned Finley
Ned Finley, talvolta, Ned Finlay (10 luglio 1870 – New York, 27 settembre 1920), è stato un attore, regista e sceneggiatore statunitense del cinema muto.
Nella sua carriera cinematografica, iniziata nel 1911, diresse oltre una ventina di titoli, scrisse alcune sceneggiature ma, soprattutto, lavorò come attore, apparendo in oltre sessanta film. Specializzatosi nel western, a fine carriera - negli anni 1917/1918 - diresse e interpretò una serie di film che lo vedevano come protagonista.
Si suicidò nel 1920 con la stricnina.

## Filmografia

### Attore
- The Curio Hunters, regia di Ralph Ince (1912)
- A Heart of the Forest, regia di Ralph Ince (1913)
- Oro micidiale (The Strength of Men), regia di Ralph Ince (1913)
- The Brother Bill, regia di Frederick A. Thomson  (1913)
- The Web, regia di Ralph Ince (1913)
- A Fighting Chance, regia di Ralph Ince (1913)
- Bunny and the Bunny Hug, regia di Wilfrid North (1913)
- The Drop of Blood, regia di Frederick A. Thomson - cortometraggio (1913)
- Song Bird of the North, regia di Ralph Ince (1913)
- The Carpenter, regia di Wilfrid North (1913)
- O'Hara as a Guardian Angel, regia di Van Dyke Brooke (1913)
- Hubby's Toothache, regia di Wilfrid North (1913)
- The Only Way, regia di Wilfrid North (1913)
- Dr. Crathern's Experiment, regia di Van Dyke Brooke (1913)
- The Clown and the Prima Donna, regia di Maurice Costello e Wilfrid North (1913)
- Fortune's Turn, regia di Wilfred North (1913)
- A Homespun Tragedy, regia di Ned Finley e James W. Castle (1913)
- The Price of Thoughtlessness, regia di Ned Finley (1913)
- The Leading Lady, regia di Ned Finley (1913)
- The Cure, regia di James W. Castle e Ned Finley (1913)
- A Game of Cards, regia di Ned Finley (1913)
- 'Mid Kentucky Hills, regia di Ned Finley (1913)
- Local Color, regia di David Miles (1913)
- Caught with the Goods, regia di Ned Finley (1914)
- Goodness Gracious, regia di James Young (1914)
- Children of the Feud, regia di Ned Finley (194)
- Chanler Rao, Criminal Expert, regia di Ned Finley (1914)
- Stage Struck, regia di Ned Finley (1914)
- The Tattoo Mark, regia di Ned Finley (1914)

- Hearts and the Highway, regia di Wilfrid North (1915)

- The Secret Kingdom, regia di Charles Brabin e Theodore Marston - serial (1916)

- The White Raven, regia di George D. Baker (1917)

- The Little Terror, regia di Rex Ingram (1917)

- The Raiders of Sunset Gap, regia di Ned Finley (1918)
- Buchanan's Wife, regia di Charles Brabin (1918)
- The Return of O'Garry, regia di Ned Finley (1918)
- The Man from Nowhere, regia di Ned Finley (1918)
- O'Garry Rides Alone, regia di Ned Finley (1918)
- Mountain Law, regia di Ned Finley (1918)

### Regista
- The Leading Lady (1911)
- A Homespun Tragedy, co-regia di James W. Castle (1913)
- The Price of Thoughtlessness (1913)
- The Leading Lady (1913)
- The Cure, co-regia di James W. Castle (1913)
- A Game of Cards (1913)
- 'Mid Kentucky Hills (1913)
- Local Color (1914)
- Caught with the Goods (1914)
- Children of the Feud (1914)
- Chanler Rao, Criminal Expert (1914)
- Stage Struck (1914)
- The Tattoo Mark (1914)
- The Countess Veschi's Jewels (1914)
- The Gang (1914)
- Officer Kate (1914)
- Second Sight (1914)
- Steve O'Grady's Chance (1914)
- The Reward of Thrift, co-regia di Tefft Johnson (1914)
- O'Garry of the Royal Mounted (1915)
- The Raiders of Sunset Gap (1918)
- The Return of O'Garry (1918)
- The Man from Nowhere (1918)
- O'Garry Rides Alone (1918)
- Mountain Law (1918)